# Nagrody L’Oréal-UNESCO dla Kobiet i Nauki
Nagrody L’Oréal-UNESCO dla Kobiet i Nauki (L’Oréal-UNESCO For Women in Science Awards) – program stypendialny dla naukowczyń organizowany od 1998 r. przez fundację firmy kosmetycznej L’Oréal we współpracy z UNESCO. Celem programu jest wspieranie i promowanie osiągnięć wyróżniających się kobiet naukowców, zajmujących się naukami o życiu, fizycznymi lub formalnymi. Stypendystki wyłaniane są w drodze konkursu przez kapitułę konkursową.
Konkurs na stypendia odbywa się w trzech kategoriach:
- główny konkurs na poziomie ogólnoświatowym – 5 stypendystek z różnych części świata, za zasługi w nauce i wpływ na społeczeństwo;
- odbywający się od 2014 r. ogólnoświatowy konkurs dla wschodzących talentów (International Rising Talents Awards L’Oréal-UNESCO For Women in Science) – 15 stypendystek wybieranych spośród laureatek konkursów krajowych i regionalnych. Wcześniej konkurs ten nosił nazwę UNESCO-L’Oréal International Fellowships;
- 54 konkursy krajowe i regionalne obejmujące 118 krajów (stan na 2019 r.)[2].

Wśród laureatek wyróżniono ponad 250 kobiet, wśród których znalazły się 3 laureatki nagrody Nobla.

## Polska edycja programu
Edycja polska odbywa się od 2001 r., organizują ją L’Oréal Polska we współpracy z Polskim Komitetem do spraw UNESCO, Ministerstwem Nauki i Szkolnictwa Wyższego oraz Polską Akademią Nauk (partner od 2016 r.). W przeciwieństwie do edycji ogólnoświatowej, wyróżniane są tylko naukowczynie zajmujące się szeroko rozumianymi naukami o życiu (w zakresie nauk biologicznych, nauk medycznych lub nauk rolniczych). Podczas przyznawania nagrody bierze się pod uwagę innowacyjność w pracy kandydatki, jej dorobek naukowy oraz zawodowe plany na przyszłość.

### Wymagania
Obecnie każdego roku wyłania się 6 laureatek (do 15. edycji 5), które są w trakcie zdobywania stopnia naukowego:
- 1 magistrantkę (od 16. edycji w 2006 r.)[5],
- 2 doktorantki,
- 3 habilitantki.

Dodatkowym wymogiem jest granica wiekowa – w roku wypłacania nagrody kandydatka nie może ukończyć: 25. roku życia w przypadku magistrantek, 33. w przypadku doktorantek i 41. –  habilitantek. Granicę tę przesuwa się o rok, jeśli kandydatka przebywała na urlopie macierzyńskim w trakcie pisania pracy naukowej.

### Nagrody
W polskiej edycji w roku 2019 (19. edycja polska) nagrody wynosiły:
- stypendium habilitacyjne – 35 000 zł;
- stypendium doktoranckie – 30 000 zł;
- stypendium magisterskie – 20 000 zł.

### Kapituła konkursowa
Przewodnicząca jury
- prof. dr hab. Ewa Łojkowska, specjalistka biotechnologii roślin

Członkowie jury:
- prof. dr hab. Małgorzata Czyż (biologia molekularna),
- prof. dr hab. Alfreda Graczyk (chemia),
- prof. dr hab. Waleria Hryniewicz (medycyna),
- prof. dr hab. Tomasz Janowski (weterynaria),
- prof. dr hab. Alicja Józkowicz (biologia molekularna),
- prof. dr hab. Joanna Narbutt (dermatologia, wenerologia),
- prof. dr hab. Adam Jaworski (mikrobiologia, genetyka),
- prof. dr hab. Andrzej Legocki (biotechnologia).

Członkowie jury z ramienia UNESCO:
- prof. dr hab. Ewa Bartnik (genetyka, biologia molekularna),
- prof. dr hab. Maciej Nałęcz (biochemia),
- prof. dr hab. Zdzisław Krawczyk (biologia molekularna, onkologia).

Członkowie jury wskazani przez Ministra Nauki i Szkolnictwa Wyższego:
- prof. dr hab. Iwona Hus (onkologia),
- prof. dr hab. Olga Haus (genetyka),
- prof. dr hab. Maciej Banach (kardiologia).

Członkowie jury z ramienia Polskiej Akademii Nauk:
- prof. dr hab. Grzegorz Węgrzyn (biologia molekularna).

## Laureatki

### Edycja ogólnoświatowa – nagroda główna
Wśród laureatek wyróżniono ponad 250 kobiet, wśród których znalazły się 3 laureatki nagrody Nobla:
|                             | nagroda Nobla                                | nagroda L’Oréal-UNESCO For Women in Science Awards |
| --------------------------- | -------------------------------------------- | -------------------------------------------------- |
| Anne L'Huillier             | w dziedzinie fizyki w 2003 roku              | 2011r.                                             |
| Ada Jonath                  | w dziedzinie chemii w 2009 roku              | 2008 r.                                            |
| Elizabeth H. Blackburn      | w dziedzinie fizjologii i medycyny w 2009 r. | 2008 r.                                            |
| Christiane Nüsslein-Volhard | w dziedzinie fizjologii i medycyny w 1995 r. | 2006 r.                                            |

### Edycja ogólnoświatowa – dla wschodzących talentów
Do 2019 r. nagrody otrzymało 60 kobiet, wśród których znalazły się trzy Polki: dr hab. Bernadeta Szewczyk (2016), dr hab. Joanna Sułkowska (2017) oraz dr Agnieszka Gajewicz (2018).

### Edycja polska
W edycji polskiej do 2019 r. nagrodami wyróżniono 99 kobiet.